# Phlogochroa pyrochroa
Phlogochroa pyrochroa är en fjärilsart som beskrevs av Bethune-Baker 1909. Phlogochroa pyrochroa ingår i släktet Phlogochroa och familjen nattflyn. Inga underarter finns listade i Catalogue of Life.